# Prefectura autónoma tibetana de Golog
Golog (en tibetano: མགོ་ལོག, wylie: Mgo-log, ZWPY: Golog; en chino, 果洛; pinyin, Guǒluò) es una prefectura autónoma de la República Popular de China localizada en la provincia de Qinghai, a una distancia aproximada de 280 kilómetros de la capital provincial. Limita al norte con Haixí, Mongol y Tibetana, al sur con la provincia de Sichuan, al oeste con Yushu Tibetana y al este con la prefectura autónoma tibetana de Hainan y con Huangnan Tibetana. Su área es de 74 246 km² y su población total para 2007 superó los 155 mil habitantes.

## Administración
La prefectura autónoma de Golog está conformada de 6 localidades que se administran en condados rurales. 
- Condado Maqên (玛沁县)
- Condado Baima (班玛县)
- Condado Gadê (甘德县)
- Condado Darlag (达日县)
- Condado Jigzhi (久治县)
- Condado Madoi (玛多县)

## Toponimia
El nombre de la ciudad viene de la frase tibetana "el héroe que convirtió la derrota en victoria", y luego evolucionó hasta convertirse en el nombre colectivo y regional de las tribus tibetanas en la actual prefectura.
El pueblo Golog permaneció sin ser gobernado por ninguna política, ni por el Tíbet ni por China, lo que provocó que "Golog" a veces se interpretara como "rebelde", un documento del gobierno chino tradujo Golog como "cabeza volteada".
Al igual que las otras regiones autónomas, se caracteriza por estar asociada a un grupo étnico minoritario, en este caso, los tibetanos. La región recibió la condición de "autónoma" cuando se estableció la Prefectura autónoma tibetana de Golog el 16 de julio de 1955.